# Federación de Fútbol de las Islas Vírgenes de los Estados Unidos
La Federación de Fútbol de las Islas Vírgenes Estadounidenses (en inglés U.S. Virgin Islands Soccer Federation) es el organismo que rige al fútbol en Islas Vírgenes Estadounidenses. Fue fundada en 1987, afiliada a la FIFA en 1998 y a la CONCACAF en 1997. Está a cargo del Premier League Championship, la Selección de fútbol de las Islas Vírgenes Estadounidenses y la Selección femenina de fútbol de Islas Vírgenes Estadounidenses además de todas las categorías inferiores.